# Спилео
Спилео (грч. Σπήλαιο) је насељено место у општини Гребен у периферији Западна Македонија, Грчка. Према попису из 2021. године било је 194 становника.
Према бугарском географу и историчару, Василу Канчову, у Спилеу је 1900. године живело 409 Грка.